# Ramy Rabia
Ramy Hisham Abdel Aziz Rabia (em árabe: رامي ربيعة; Cairo, 20 de maio de 1993) é um futebolista egípcio que atua como zagueiro. Atualmente, defende o Al-Ahly.

## Vida pregressa
Rabia nasceu no Cairo, Egito, em 20 de maio de 1993.
Ele começou sua carreira no Al Ahly, fazendo sua estreia profissional aos dezessete anos em 2010. Considerado como uma das promessas mais brilhantes do futebol egípcio, atraiu a atenção de vários clubes antes de se juntar ao Sporting CP em 2014 por uma taxa de € 750.000. No entanto, após uma temporada em que ele fez apenas três aparições no time principal, ele voltou ao Al Ahly, representou o Egito no nível sub-20, capitaneando o time à vitória no Campeonato Africano Sub-20 de 2013 . Estreou-se pela seleção principal em dezembro de 2012, durante um amistoso contra o Catar .

## Carreira no clube

### Al Ahly
Rabia começou sua carreira no Al Ahly, fazendo sua estréia contra o Haras El Hodoud sob o comando do técnico Abdul-Aziz Abdul-Shafi aos dezessete anos devido a lesões de vários jogadores da primeira equipe. Apesar da saída de Abduk-Shafi logo depois, Rabia continuou no time principal sob o novo técnico Manuel José de Jesus . Depois que o capitão do clube, Hossam Ghaly, foi descartado por lesão, Rabia foi escolhido como seu substituto como meio-campista defensivo durante a Copa do Mundo de Clubes da FIFA 2013, no Marrocos. Ele ganhou elogios por suas performances durante o torneio e nas partidas subsequentes do clube, ajudando o clube a conquistar o título da Premier League egípcia depois de superar um déficit de sete pontos para o rival Zamalek .  Ele atraiu a atenção de vários times europeus, incluindo Manchester United, Chelsea e Borussia Dortmund . Ele foi oferecido um teste com o time francês Lille, mas foi forçado a cancelar depois de passar por uma cirurgia para uma lesão no joelho sofrida durante uma partida do campeonato contra o Smouha .

### Sporting CP
Em maio de 2014, o time português Sporting CP apresentou várias ofertas por Rabia, começando em € 250.000 e subindo para € 550.000, ambas rejeitadas pelo Al Ahly, que avaliou o jogador em € 1,5 milhão. O diretor do Al Ahly, Wael Gomaa, pediu a Rabia que se concentre em seus compromissos com o clube e ignore qualquer abordagem de transferência. No entanto, uma transferência foi concluída em um acordo no valor de cerca de € 750.000, com o Al Ahly definido para ganhar 15% de qualquer transferência futura. Rabia juntou-se ao clube com um contrato de seis anos com uma cláusula de rescisão de 45 milhões de euros. Após sua saída, ele divulgou um comunicado aos torcedores do clube, comentando: "Al Ahly é o amor da minha vida".
Durante a temporada 2016-17, Rabia lutou para manter seu lugar no time depois de sofrer vários contratempos de lesão. Ele foi forçado a se submeter a uma cirurgia no joelho em agosto de 2016, inicialmente esperado para mantê-lo fora por um mês, e precisou de uma segunda operação na lesão no mês seguinte. Depois de se recuperar de uma cirurgia, Rabia fez duas partidas pelo Al Ahly antes de sofrer mais um revés após colidir com o goleiro Ahmed Adel Abdel Moneam em treinamento e sofrer uma lesão no ligamento do tornozelo. Seus problemas de lesão continuaram na temporada seguinte, sofrendo uma lesão na virilha durante uma partida internacional em novembro de 2017, perdendo dez partidas. Em janeiro de 2018, ele novamente sofreu uma lesão na virilha durante uma partida da liga contra o rival Zamalek e foi descartado por dois meses. Depois de perder o restante da temporada, Rabia foi forçado a negar publicamente os relatos de que ele poderia ser forçado a se aposentar devido a problemas contínuos de lesões, comentando: "Não posso dizer quando voltarei, leva tempo".
Em outubro de 2017, Rabia fez parte do time egípcio que se classificou para a Copa do Mundo de 2018, a primeira vez que o país chegou a um torneio desde 1990, depois de derrotar o Congo por 2 a 1. No entanto, seus problemas de lesão durante a temporada 2017-18 o levaram a ser omitido da equipe do Egito para o torneio.
| Não. | Encontro               | Local                                   | Oponente        | Pontuação | Resultado | Concorrência                                       |
| ---- | ---------------------- | --------------------------------------- | --------------- | --------- | --------- | -------------------------------------------------- |
| 1    | 7 de março de 2013     | Estádio Thani bin Jassim, Doha, Catar   | </img> Catar    | 1–0       | 1–3       | Amigáveis                                          |
| 2    | 14 de novembro de 2013 | Estádio 30 de junho, Cairo, Egito       | </img> Zâmbia   | 2-0       | 2-0       | Amigáveis                                          |
| 3    | 14 de junho de 2015    | Estádio Borg El Arab, Alexandria, Egito | </img> Tanzânia | 1–0       | 3-0       | Eliminatórias da Copa das Nações Africanas de 2017 |

## Títulos
Al-Ahly
- Campeonato Egípcio : 2010–11, 2013–14, 2015–16, 2016–17, 2017–18, 2018–19, 2019–20, 2022–23, 2023–24
- Copa do Egito : 2016–17, 2019–20,  2021–22, 2022–23
- Supercopa do Egito : 2015, 2023–24, 2024
- Liga dos Campeões da CAF : 2012, 2013, 2019-20, 2020-21, 2022–23, 2023–24
- Supercopa da CAF : 2013, 2014, 2021, 2022
- Copa África-Ásia-Pacífico da FIFA: 2024

Seleção Egípcia
- Campeonato Africano Sub-20: 2013